# AOC International
AOC International – tajwańskie przedsiębiorstwo elektroniczne założone w 1967 roku jako Admiral Overseas Corporation. Obecnie jest częścią grupy TPV Technology Limited, największego na świecie producenta monitorów komputerowych. AOC w swojej ofercie ma telewizory, monitory oraz tablety, które są sprzedawane na całym świecie.

## Historia
- 1967 – Założenie Admiral Overseas Corporation przez Rosse Davida Siragusa (1906-1996).
- 1978 – Zmiana nazwy na AOC International.
- 1979 – Rozpoczęcie marketingu bezpośredniego pod nazwą AOC.
- 1982 – AOC zostaje zarejestrowany na całym świecie.
- 1988–1997 – Marka AOC posiada sklepy monitorów w USA, Chinach, Brazylii i Europie.
- 1999–2001 – Wejście na rynek Nowej Zelandii i Australii.
- 2005 – Uruchomienie sprzedaży w Indiach.
- 2006 – Uruchomienie sprzedaży w Meksyku.
- 2007–2009 – Sprzedaż produktów AOC w ponad czterdziestu krajach na całym świecie.